# Jean-Paul Penin

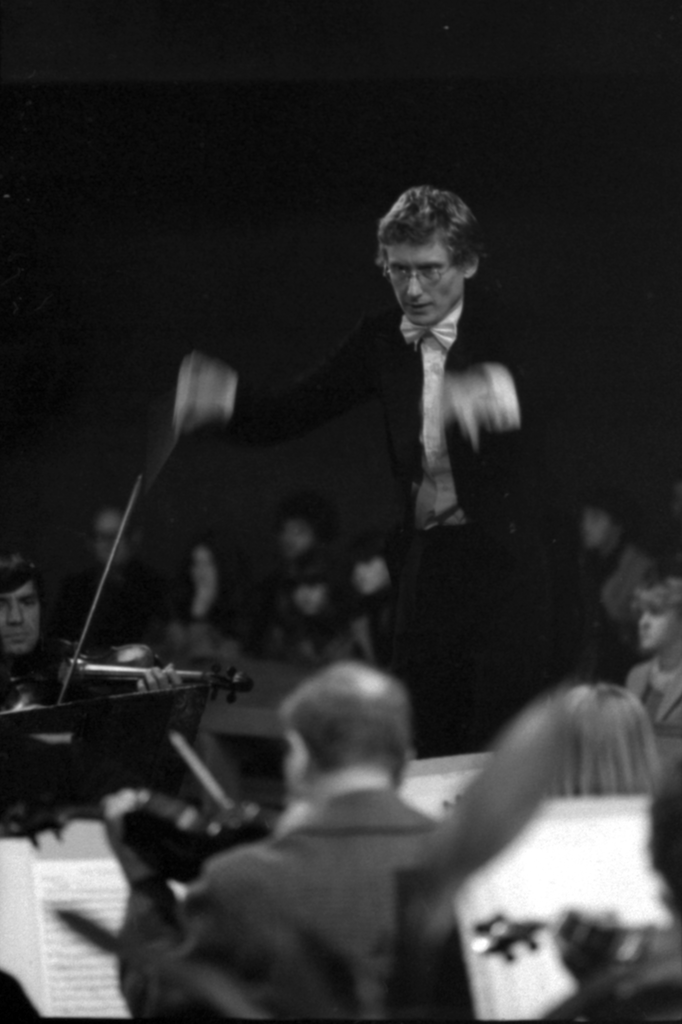
Jean-Paul Penin, Orchestre Philharmonique de Strasbourg, 1980

Jean-Paul Penin (* 31. Dezember 1949 in Saint-Dizier) ist ein französischer Dirigent. 

## Biografie
Penin studierte an der Straßburger Musikhochschule (Kontrabass, Kammermusik) und der Straßburger Universität und schloss 1978 mit dem Dr. Phil. im Fach Biophysik und dem Magister im Fach Musikwissenschaft ab. Zudem besuchte er die Pariser Musikhochschule (Conservatoire National Supérieur de Musique), wo er Musikwissenschaft studierte. Einen Master’s Degree Conducting konnte er 1979 auch dank des Fulbright Stipendiums am San Francisco Conservatory of Music (u. a. bei John Adams) machen. Penin wurde 1979 Preisgewinner beim internationalen Min-On Dirigierwettbewerb in Tokio. Er arbeitete 1980/81 als Assistent von Alain Lombard bei den Straßburger Philharmonikern und 1982–1984 als Assistent von Lorin Maazel an der Wiener Staatsoper. Nach dem Fall des Eisernen Vorhangs war er von 1989 bis 1993 erster Gastdirigent bei den Krakauer Philharmonikern. Parallel dazu wirkte er 1989–1994 als Musikdirektor der Opéra d’Automne in Semur, Frankreich.
Im Mai 1986 sprang Jean-Paul Penin über Nacht für ein Live-Radiosinfoniekonzert beim NOS Hilversum ein. 1990 nach einer Russlandtournee, sprang er ebenfalls kurzfristig ein für ein Konzert im Concertgebouw in Amsterdam, für die holländische Premiere Olivier Messiaens Klavierkonzert La Ville d’en Haut. Der Komponist war selbst anwesend bei dem Konzert, das von „Radio Philharmonic“ ausgestrahlt wurde; Solistin war Yvonne Loriod, die Frau des Komponisten (Volkskrant, 12. November 1990).
Vom Bärenreiter-Verlag erhielt Penin die exklusiven Rechte für die französische Premiere von Hector Berlioz’ wiederentdeckter „Messe Solonelle“. Später spielte er die Messe als weltweit erste Aufnahme (Basilika von Vézelay, 7. Oktober 1993), für Radio France, Accord-Universal CD und France Télévisions, ein. Darauf folgten weltweite Einladungen zur Aufführung des Stückes, welche Penin unter anderem im Teatro Colón in Bogotá und Buenos Aires (Mai 1998) sowie beim Santander Internationalen Musikfestival (2003) realisierte.
Im September 2000 wurde Penin vom Dvořák-Festival für das Eröffnungskonzert mit dem Nationalen Radio-Symphonieorchester nach Prag eingeladen. Darauf folgte eine Tournee mit dem Orchester in Spanien 2001.
Dreimal in Folge wurde Penin vom Amsterdamer Concertgebouw für Tourkonzerte mit Werken von Berlioz, Saint-Saëns, Rachmaninow und Tschaikowski eingeladen.
Im September 2002 gastierte er bei den Dresdner Philharmonikern mit Werken von Béla Bartók und Claude Debussy. Das Konzert wurde in 24 Ländern live ausgestrahlt. Darauf folgte für Penin in der Dresdner Semperoper ein Berlioz-Programm. Im September 2003 lud ihn die Nationaloper Oslo für Francis Poulencs Gespräche der Karmelitinnen ein.
Als wichtige Ausgrabung gilt Penins Einsatz für Spontinis Fernand Cortez, den er 1998 nach seiner eigenen Edition auf CD einspielte und auch die konzertante Pariser (2002) und Madrider (2003) Premiere dirigierte, die von der Napoleon-Stiftung unterstützt wurden. Schließlich dirigierte er die Bühnenaufführungen am Theater Erfurt (2006).
Durch zwei Konzertserien mit der KBS Symphony (Seoul), wurde er schließlich von der Koreanischen Nationaloper für Offenbachs Hoffmanns Erzählungen eingeladen.
Am 9. Juli 2009 dirigierte Penin die Premiere von François Fayts Stabat mater (Saint-Riquier Musikfestspiel, Kammerorchester Nationaltheater Prag, Chor Musicaa, Jean-Philippe Courtis, Bass-Baryton).

## Aufnahmen
Neben seinen Aufnahmen von Liszt Faust-Sinfonie und Saint-Saëns Orgelsinfonie (1998) nahm Penin verschiedene Weltpremieren auf:
- Beethoven: Kantaten Joseph II und Leopold II (1992)
- Hector Berlioz: Messe Solennelle (1993)
- Chabrier: Gwendoline, die Aufnahme wurde von Opéra international als eine der interessantesten der letzten Jahre bezeichnet (1997)
- Carl Maria von Weber: Der Freischütz (Französische Version von Berlioz mit Rezitativen) (1998)
- Gaspare Spontini: Fernand Cortez, (1998)Fernand Cortez
- Antonio Sacchinis Oedipe à Colonne (2005)

## Kompositionen
- „Nuits Parisiennes“, Suite für Orchester, Erstaufführung Mailand, Dezember 2004, Pomeriggi Musicali
- „Nuits Parisiennes“ (2009), Ballett

## Bücher und Artikel
- Les Baroqueux ou le Musicalement Correct, Editions Gründ, Paris, 2000. "Spannend, humorvoll und unverstaubt" (Neue Musikzeitung, 2001/07–08).
- Les Premières Armes du jeune Berlioz: La Messe Solennelle, Revue Internationale d'Etudes musicales, Editions Jean-Michel Place, Paris, 2004.
- L’Interprète face à la partition. Muséographie ou appropriation? Prague National Music Academy 2000